# Gin (Detective Conan)
Gin (ジン?, Jin) è un personaggio immaginario e uno degli antagonisti principali della serie manga e anime Detective Conan, creato da Gōshō Aoyama ed edito in Giappone dalla Shogakukan, nello Shonen Sunday, ed in Italia dalla Star Comics.
Ha un ruolo di grande importanza nell'Organizzazione nera ed è stato colui che, utilizzando l'APTX 4869, ha causato il rimpicciolimento di Shinichi Kudo. Viaggia sempre su una Porsche 356A nera ed utilizza una Beretta M1934.

## Descrizione
L'aspetto fisico e l'abbigliamento sono particolarmente distintivi. Indossa sempre un lungo cappotto nero e i lunghi capelli, resi inizialmente biondi nell'anime, ma in realtà bianco-grigi nel manga e che poi sono stati resi così anche nella serie animata, sono sempre coperti da un cappello nero e ricadono in avanti, fino a coprire buona parte dei suoi occhi verdi. La sua precisa età è sconosciuta, ma siamo al corrente del fatto che sia mancino.
Secondo la guida Conan Drill Gin fa parte, insieme a Vodka, della sezione "Ruolo di supervisione generale" (全体監視役?, Zentai kanshi-yaku), che ha un ruolo manageriale e di coordinamento delle varie divisioni. James Black lo definisce "uno dei capi della banda". Lo si vede dare ordini agli altri membri e gli unici suoi superiori certi sono il boss e il suo vice Rum. Si rivolge a Vermouth, la preferita del boss, in modo colloquiale e non esita a minacciarla più volte di morte. Svolge una funzione esecutiva e le sue mansioni spaziano dal ricatto all'estorsione, fino all'omicidio. È capace di uccidere a sangue freddo anche persone con le quali non è mai venuto in contatto, solamente se su di loro scopre di avere qualche dubbio. Possiede anche un incredibile intuito, che, abbinato alle altrettanto acute capacità deduttive, lo rende un temibile avversario per Conan.
Conosce molto bene Shuichi Akai, che chiama Gin «mio carissimo mortale nemico» (愛しい愛しい宿敵（こいびと）さん?, Itoshii itoshii koibito-san, letteralmente "Caro, caro signor nemico mortale").
Insieme al collega Vodka, che lo accompagna in ogni sua apparizione ma a differenza di lui non ha alcuna autorità sugli altri membri, ha avuto a che fare più volte con Conan, senza mai vederlo chiaramente né poterlo associare al Shinichi Kudo che credeva di avere ucciso mesi prima. Si sa, inoltre, che Gin non ricorda nessuna delle facce delle persone da lui uccise, perciò un loro eventuale incontro probabilmente non riporterebbe alcun ricordo alla mente di Gin, difatti non riconosce neanche il nome di Shinichi quando Vodka glielo menziona ad un certo punto.

## Nella storia

### Nei primi venti volumi
Gin fa la sua comparsa, assieme al suo partner Vodka, nel primo capitolo del primo volume, durante il quale vengono scoperti da Shinichi Kudo, mentre effettuano un traffico illegale. Gin, però, riesce a sorprendere alle spalle il ragazzo e, una volta svenuto quest'ultimo, gli somministra a forza un veleno sperimentale, chiamato APTX 4869, credendo di ucciderlo.
Gin e Vodka compaiono nuovamente durante il caso di Akemi Miyano, un membro femminile di basso livello dell'organizzazione. Costei viene uccisa da Gin, che in questo modo rompe la promessa fattale precedentemente, ovvero di fare lasciare incolume l'organizzazione sia a lei che a sua sorella minore, un membro chiamato Sherry. Il motivo di questa azione sta nel fatto che Sherry è considerata troppo importante dall'organizzazione per lasciarla andare via in quel modo.
Gin compare nuovamente pochi volumi dopo, sempre spalleggiato da Vodka. Il loro compito, in questa occasione, consiste nel far esplodere un treno, ma il piano viene sventato da Conan. È in questa occasione che il ragazzo scopre i due nomi in codici dei colpevoli del suo rimpicciolimento. Nella versione anime del caso, Gin e Vodka vengono sostituiti da due criminali qualsiasi, creando così un buco di trama su come Shinichi conosca i loro nomi negli episodi seguenti. 
Nelle successive apparizioni si vede l'inizio della caccia da parte di Gin per Sherry. La ragazza, infatti, è riuscita a fuggire dall'organizzazione, ingerendo l'APTX 4869 da lei stessa sviluppato, e, per tale motivo, è inseguita da Gin. Inoltre, ha una fissazione quasi morbosa per la ragazza ed è praticamente il suo "chiodo fisso".

### Dal volume 20 al 42
Durante il caso al Beika City Hotel Gin compare nuovamente nella serie. Si scopre che l'uomo ha un rapporto particolare con Ai Haibara, nonostante non si sappia ancora di che tipo. È comunque in grado di riconoscere la presenza della ragazza dai suoi capelli, caduti accidentalmente. Nello svolgimento del caso Gin ha anche l'occasione di sparare con una pistola a Sherry, anche se, grazie all'intervento di Conan, non riesce a colpirla mortalmente.
Appare nuovamente nel volume 29, in compagnia di Vodka e Vermouth. Durante questo volume comincia a delinearsi lo strano rapporto esistente tra Gin e Vermouth, sviluppato poi anche successivamente.
Durante il caso dell'ingegnere Itakura Gin arriva al punto di appoggiare la sua pistola sul capo di Vodka, a causa del fatto che l'uomo era stato ingannato da un trucco del piccolo Conan. Perciò, l'intervento di Gin salva Vodka e mette Conan in grande difficoltà. Solo il fatto di essere un bambino potrà, infatti, salvare il protagonista dall'essere catturato e probabilmente ucciso dal suo nemico.

### Dal volume 43 al 67
Gin compare nuovamente durante lo scontro tra l'organizzazione e l'FBI, durante il quale vengono introdotti nella trama nuovi membri, quali Kir, Chianti e Korn. L'obiettivo è l'assassinio di un politico, che sarebbe potuto diventare loro nemico.
Durante il caso Kir viene catturata dall'FBI, mentre Gin stesso, dopo avere puntato la pistola contro Vermouth, viene ferito sul viso da un colpo, lanciatogli da Shuichi Akai. Inoltre, durante lo svolgersi della vicenda, Gin inizia a nutrire sospetti sul detective Kogoro Mori e, nonostante Vermouth cerchi di sviarne l'attenzione per proteggere Conan, Gin rimane dell'idea che Kogoro non sia del tutto estraneo alla vicenda.
Successivamente Gin compare raramente e sempre mentre è alla ricerca del luogo di convalescenza di Kir e del suo passato. Scoperto l'ospedale, nei volumi 58 e 59, inizia l'operazione per il suo recupero, che terminerà con successo e con la successiva morte del suo rivale, Shuichi Akai, per mano di Kir.
Nel volume 67 viene a sapere che, nella zona di Beika, è stato visto un uomo molto simile a Shuichi Akai, così il giorno successivo gli tende una trappola con un cecchino davanti a un grande magazzino, dove pare che sia entrato quest'uomo. Quando il sosia di Akai esce dal grande magazzino, Gin ordina ai suoi compagni di ritirarsi, dopo avere parlato con Vermouth.
Non uccide Kir, che era sospettata di tradimento, e dice a quest'ultima: "Quel tipo mi ha fregato, lo detesto sempre di più".

## I legami con gli altri membri
- Vodka, che appare sempre in sua compagnia, è colui che gli fa da spalla sin dall'inizio della serie. Non esita, comunque, a puntargli la pistola alla tempia in caso di errore[12], anche se non è mai andato oltre ad un fatto del genere. Vodka si rivolge sempre a lui chiamandolo "Aniki", un termine giapponese di rispetto, che indica un fratello maggiore, ed utilizzato spesso all'interno di cartelli malavitosi.
- Vermouth, con cui ha un rapporto conflittuale e poco chiaro. Gin mostra una marcata ostilità nei confronti della donna, arrivando sul punto di metterle la pistola sulla tempia dopo un suo errore.[13] Inoltre, pur sapendo che costei è la preferita del capo, è pronto a fermarla qualora faccia qualcosa che non approva.[14] Tuttavia, dall'atteggiamento di Vermouth si può presumere che fra i due ci sia stato qualcosa. Un "black organization members correlation chart" ufficializzata da Gosho Aoyama, uscito in seguito, conferma la relazione sessuale tra Gin e Vermouth. In questo schemino possiamo vedere una doppia freccia che unisce Gin e Vermouth accompagnata dalla frase "sexual relations".
- È con Sherry che Gin ha, tuttavia, il rapporto più oscuro. Le dà ossessivamente la caccia, arrivando anche ad immaginarla nuda, prima voltata di spalle[15] e poi normalmente[16], e, nella prima occasione, la riconosce da un semplice capello.
- Renya Karasuma: Gin gode della piena fiducia del capo, ma non ne condivide le opinioni riguardo a Shuichi Akai. Inoltre è uno dei pochissimi membri ad avere un contatto diretto e privilegiato con lui. Gin chiama sempre il capo Anokata ("Quella persona"), mentre Vermouth lo chiama semplicemente Boss.